# Nevada State Route 610
Nevada State Route 610 (ook SR 610 of Lamb Boulevard) is een vier kilometer lange state route in Las Vegas in de Amerikaanse staat Nevada. De state route begint als voortzetting van Lamb Boulevard bij een kruising met de SR 604. Vervolgens loopt State Route 610 naar het noorden en kruist de SR 573. De state route eindigt bij afrit 50 van Interstate 15/U.S. Route 93, waar de weg verdergaat onder de naam North Lamb Boulevard. Gemiddeld rijden er dagelijks 20.500 voertuigen over de state route (2013).
De weg werd een state route tijdens de hernummering van de wegen in Nevada op 1 juli 1976. Sinds de oprichting ervan is het nummer van State Route 610 niet gewijzigd.